# Konrad Lammers

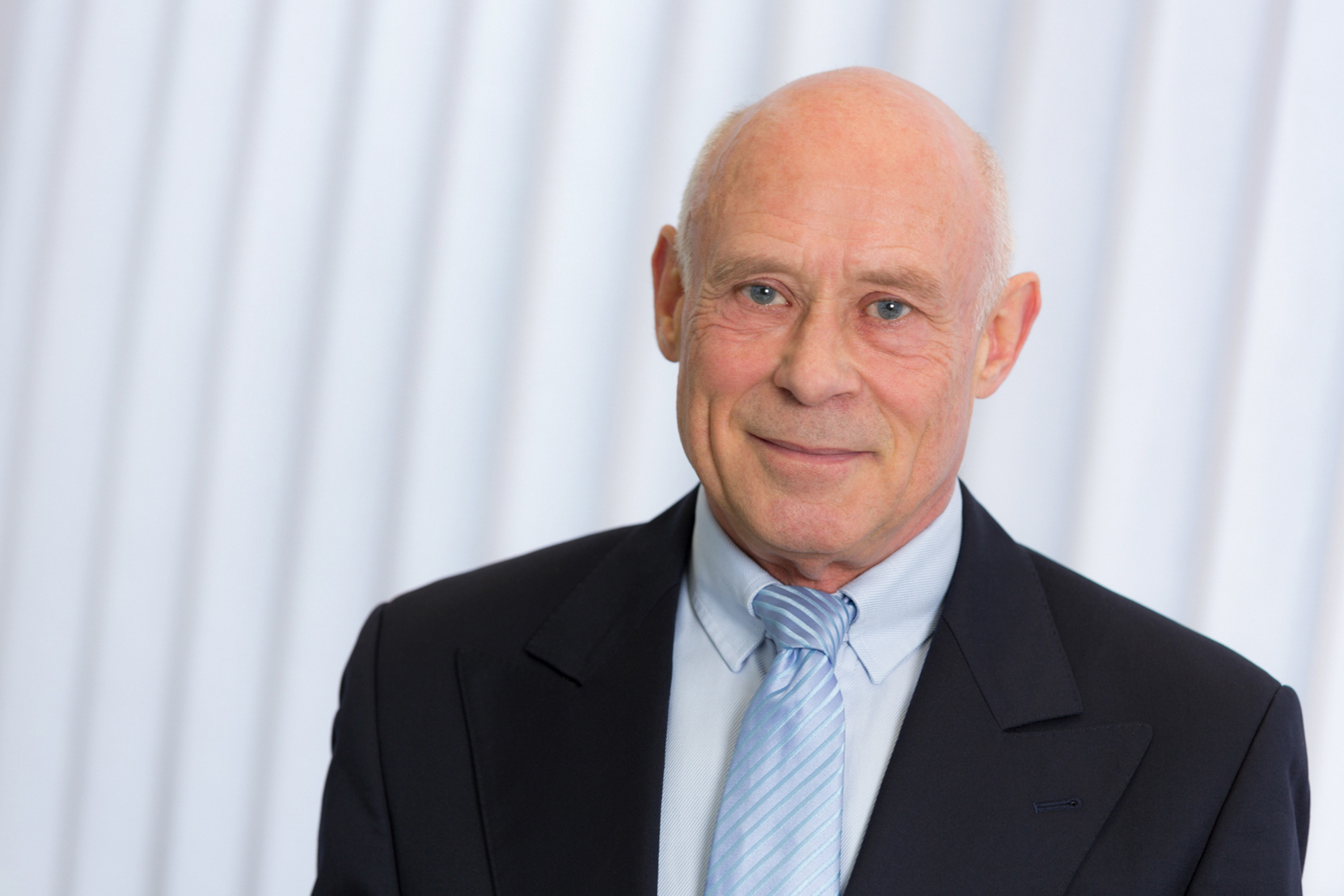
Konrad Lammers (2014)

Konrad Lammers (* 19. März 1948 in Kiel; † 23. März 2019 in Hamburg) war ein deutscher Wirtschaftswissenschaftler und Hochschullehrer. In seinem wissenschaftlichen Werk widmete er sich insbesondere der Regionalforschung und der Europäischen Integration.

## Leben
Konrad Lammers absolvierte von 1970 bis 1974 ein Studium der Volkswirtschaftslehre an der Universität Kiel mit Abschluss Diplom-Volkswirt. Er war anschließend von 1975  bis 1995 Wissenschaftlicher Mitarbeiter am Institut für Weltwirtschaft an der Universität Kiel und engagierte sich in der Forschungsgruppe „Empirische Regionalforschung“. 1989 wurde er an der Universität Kiel zum Dr. sc. pol. promoviert.
Als Abteilungsleiter am Hamburger HWWA-Institut für Wirtschaftsforschung (1995–2007), zunächst an der Forschungsabteilung „Regionaltheorie und Regionalpolitik“ (1995–1998) und sodann an der Forschungsabteilung „Europäische Integration“ (1999–2006). Von 2007 bis 2018 war er Forschungsdirektor des dortigen Europa-Kollegs und prägte die Forschung und Forschungsplanung entscheidend. Zudem gestaltete er den vielfältigen wissenschaftlichen Austausch maßgeblich mit, inklusive der Betreuung der in- und ausländischen Gastwissenschaftler. Darüber hinaus beteiligte er sich mit großem Engagement am Postgraduiertenstudiengang „Master of European and European Legal Studies“. Er lehrte zudem an der Universität Hamburg, der Andrássy Universität Budapest und der Universität Hannover.
Hauptforschungsthemen waren die Europäische Integration, Architektur der Europäischen Währungsunion, Theorie und Politik der Kohäsion, Regionalökonomie und Regionalpolitik und Wirtschaftliche Entwicklung und Integration in Norddeutschland und im Ostseeraum.
Er war Mitglied der Fakultät des Masterstudiengangs „European and European Legal Studies“, Mitglied der Akademie für Raumforschung und Landesplanung (ARL), Mitglied im Arbeitskreis Europäische Integration e. V., Mitglied im Ausschuss für Regionaltheorie und -politik, Verein für Socialpolitik, Mitglied der Gesellschaft für Regionalforschung (im Vorstand 2000–2004) und Mitglied der Regional Science Association. Zudem engagierte er sich als Gutachter für die Europäische Kommission, Deutscher Bundestag, Bundesministerium der Finanzen, Bundesministerium für Wirtschaft und Technologie, Bundesministerium für Verkehr, Bau und Stadtentwicklung, Bundesamt für Bauwesen und Raumordnung, Volkswagen-Stiftung, Fritz Thyssen Stiftung sowie verschiedene europäische Gebietskörperschaften und deutsche Bundesländer.
Neben seinem Beruf als Ökonom mit Spezialisierung auf dem Gebiet der Regionalforschung besaß er vielfältige außerberufliche Interessen. Seit seiner Studienzeit waren zum Beispiel die Kultur des Tango und das Tanzen eine Leidenschaft, die seine Persönlichkeit prägte.
Konrad Lammers hatte zwei Brüder. Aus seiner geschiedenen Ehe mit Gabriele Wilke gingen drei Töchter hervor.

## Schriften (Auswahl)

### Bücher
- Sechs Dekaden europäischer Integration – eine Standortbestimmung. (Hrsg. zusammen mit Peter Behrens, Markus Kotzur). Schriftenreihe des Europa-Kollegs Hamburg zur Integrationsforschung, No. 73, Baden-Baden 2015, ISBN 978-3-8487-2050-7
- Europa auf dem Wege zum wettbewerbsfähigsten und dynamischsten Wirtschaftsraum der Welt? Eine Zwischenbilanz der Lissabon Strategie.(Hrsg. zusammen mit Rolf Caesar und Hans-Eckart Scharrer), HWWA Studien Nr. 76, Nomos Verlagsgesellschaft, Baden-Baden, 2005, ISBN 3-8329-1050-6
- Konvergenz und Divergenz in der Europäischen Union – Empirische Befunde und wirtschaftspolitische Implikationen. (Hrsg. zusammen mit Rolf Caesar und Hans-Eckart Scharrer), HWWA Studien Nr. 74, Nomos Verlagsgesellschaft, Baden-Baden, 2003, ISBN 978-3-8329-0297-1
- Standort Deutschland: Strukturelle Herausforderungen im neuen Europa. (zusammen mit Alfred Boss, Henning Klodt, Jens Oliver Lorz, Rainer Maurer, Axel D. Neu, Karl-Heinz Paqué, Astrid Rosenschon, Jürgen Stehn, Christine Walter) Kieler Studie 265, Tübingen 1994, ISBN 978-3-16-146347-1
- Cross-Border Activities, Taxation, and the European Single Market. (together with Eckhardt Bode, Christiane Krieger-Boden) Kieler Sonderpublikation, Kiel 1994, ISBN 3-89456-075-4

### Zeitschriften- und Buchartikel
- Europäische Regionalpolitik. In: Handwörterbuch der Stadt‐ und Raumentwicklung. Akademie für Raumforschung und Landesplanung, Hannover, 2019, (im Erscheinen),
- Wozu noch Staaten? Die Perspektive der Wirtschaftswissenschaften. In: Staatsverständnisse – ein interdisziplinärer Gedankenaustausch. Schriftenreihe des Europa-Kollegs Hamburg zur Integrationsforschung, Band 74, Baden-Baden 2017, S. 97–109.
- Die EU auf dem Weg in die Transferunion?. Wirtschaftdienst, 91. Jahrgang, Heft 6, 2011, S. 381–384
- How will the enlargement effect the old members of the European Union?. Intereconomics, Vol. 39, Nr. 3, 2004, pp. 132–141.
- Aufholprozesse in Mittel- und Osteuropa aus raumwirtschaftlicher Perspektive. In: Konvergenz und Divergenz in der Europäischen Union – Empirische Befunde und wirtschaftspolitische Implikationen. HWWA Studien Nr. 74, Nomos Verlagsgesellschaft, Baden-Baden, 2003, S. 207–232.
- Globalisation, Integration and the European Space. European Journal of Regional Development, No. 7, 1998, pp. 5–6.
- Differences in Taxation: An Obstacle to Economic Integration in European Border Regions?. (co-authors: Eckhardt Bode, Christiane Krieger-Boden), European Journal of Regional Development, No. 3, 1996, pp. 58–61.